# 蚕飼村
蚕飼村（こかいむら）は茨城県結城郡に属していた村。

## 地理
現在の下妻市の南部、旧千代川村の東部に位置する。
- 河川 ： 小貝川

## 歴史

### 村名の由来
村の東側を流れる小貝川による。

### 村域の変遷
- 1889年（明治22年）4月1日 - 町村制施行により、鯨村、大園木村が合併して豊田郡蚕飼村が発足。
- 1896年（明治29年）4月1日 - 豊田郡が結城郡に統合されたため、所属郡が結城郡に変更。
- 1955年（昭和30年）1月1日 - 宗道村、大形村と合併して千代川村が発足。同日蚕飼村廃止。

変遷表
| 1868年 以前 | 1868年 以前 | 1868年 以前 | 明治22年 4月1日 | 明治29年 4月1日 | 明治29年 4月1日 | 昭和30年 1月1日 | 平成18年 1月1日 | 現在   |
| ----------- | ----------- | ----------- | --------------- | --------------- | --------------- | --------------- | --------------- | ------ |
| 豊田郡      |             | 大園木村    | 蚕飼村          | 結城郡 に編入   | 蚕飼村          | 千代川村        | 下妻市 に編入   | 下妻市 |
| 豊田郡      | 鯨村        |             | 蚕飼村          | 結城郡 に編入   | 蚕飼村          | 千代川村        | 下妻市 に編入   | 下妻市 |

## 大字
- 大園木（おおそのぎ）
- 鯨（くじら）

## 人口・世帯

### 人口
総数 [単位： 人]
| 1891年（明治24年） | 1,276 |
| 1920年（大正 9年） | 1,290 |
| 1935年（昭和10年） | 1,360 |
| 1950年（昭和25年） | 1,611 |
| 1953年（昭和28年） | 1,569 |

### 世帯
総数 [単位： 世帯]
| 1920年（大正 9年） | 239 |
| 1935年（昭和10年） | 230 |
| 1950年（昭和25年） | 267 |
| 1953年（昭和28年） | 260 |